# Myxilla septentrionalis
Myxilla septentrionalis är en svampdjursart som beskrevs av Robert Fredric Fredrik Fristedt 1887. Myxilla septentrionalis ingår i släktet Myxilla och familjen Myxillidae. Inga underarter finns listade i Catalogue of Life.